# اشتفان هل
 اشتفان هل (آلمانی: Stefan Hell؛ زاده ۲۳ دسامبر ۱۹۶۲؛ در رومانی ) یک فیزیک‌دان اهل آلمان است. وی یکی از فرنشینان (مدیران) موسسه ماکس پلانک برای شیمی-بیوفیزیک در گوتینگن، آلمان است.
او به همراه اریک بتزیگ و ویلیام اسکو مورنر به طور مشترک موفق به دریافت جایزه نوبل شیمی در سال ۲۰۱۴ "برای توسعه میکروسکوپ فلورسانس در مقیاس نانو" شد.